# 古林 (学者)
古林，哈尔滨工程大学教授，研究方向为水声工程。中华人民共和国教育部第二批“长江学者”特聘教授。